# Vallis Alpes

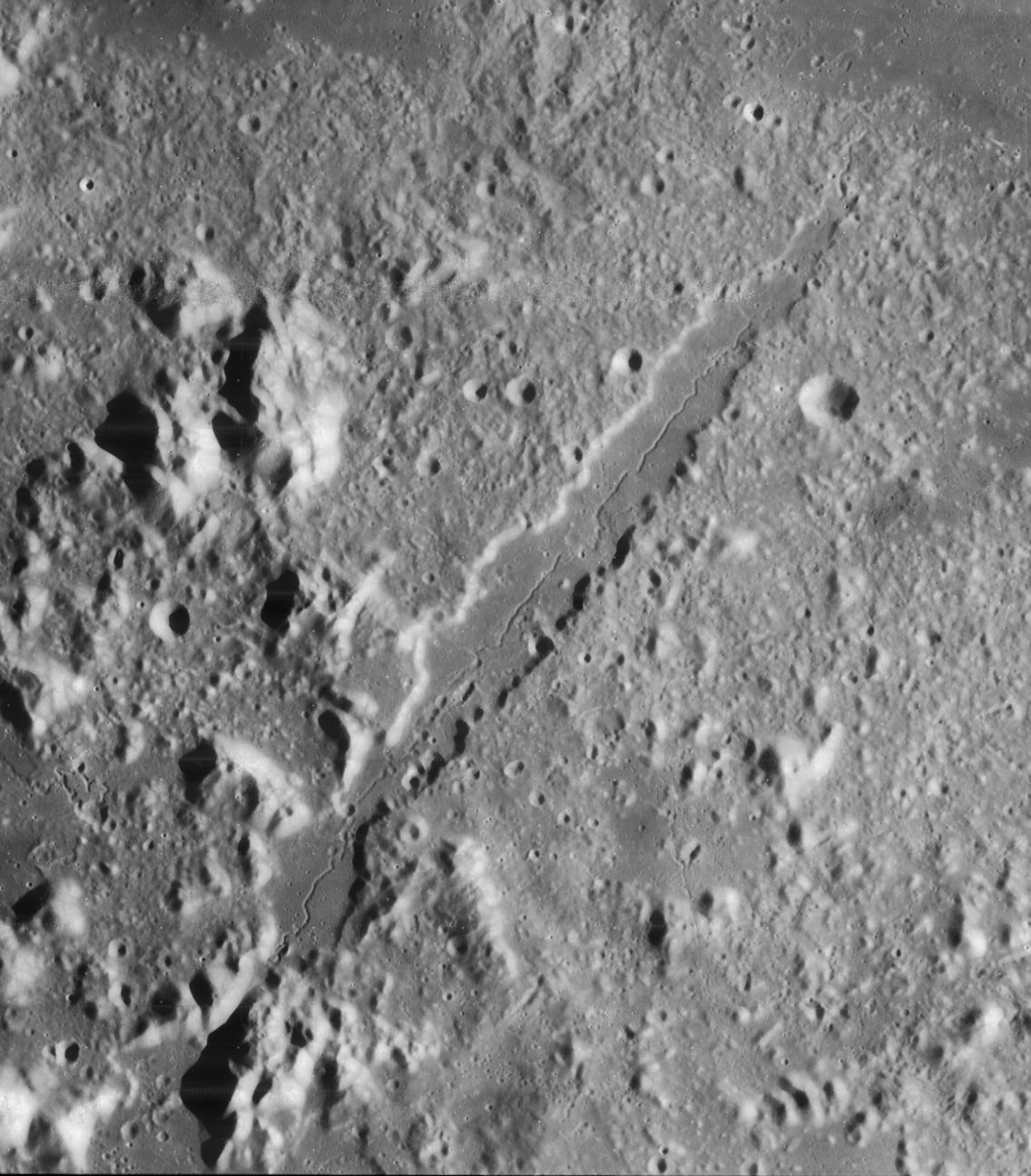
La Vallis Alpes.

La Vallis Alpes (en latin pour « vallée [des] Alpes ») est une vallée lunaire qui coupe le massif montagneux des Montes Alpes.
La Vallis Alpes s'étend sur une longueur de 166 km du bassin de la Mare Imbrium, vers l'est-nord-est au bord de la Mare Frigoris. La vallée est étroite à ses deux extrémités et s'élargit à une largeur maximale d'environ 10 km le long de la section centrale. Le fond de la vallée est plat, formé par de la lave. La vallée correspond à un graben divisé en deux par une mince fente centrale en forme de rainure. Cette fissure est une cible difficile pour les observations depuis la Terre avec les télescopes.  
Les coordonnées sélénographiques de cette vallée lunaire sont 48,5, 3,2. Cette vallée a été découverte en 1727 par Francesco Bianchini.

## Source
- Legault, Thierry, Serge Brunier, Nouvel Atlas de la Lune, Firefly Books, (2006), p. 85.  (ISBN 978-1-55407-173-9).